# أوكسانا كوستينا
أوكسانا ألكساندروفنا كوستينا (الروسية: Оксана Александровна Костина ؛ 15 أبريل 1972 - 11 فبراير 1993) لاعبة جمباز إيقاعي سوفيتية وروسية. حاملة الميدالية الذهبية في بطولة العالم للجمباز الإيقاعي 1992 وحصلت على الميدالية البرونزية الأوروبية الشاملة عام 1992.

## وفاتها
توفيت كوستينا في حادث سيارة في 11 فبراير 1993 في موسكو، قبل أسابيع قليلة من عيد ميلادها الحادي والعشرين.
فيتلك الفترة كانت مخطوبة إدوارد زينوفكا، الحائز على الميدالية البرونزية الخماسية في الألعاب الأولمبية الصيفية 1992 في برشلونة اصطدمت شاحنة كانت تسير في الاتجاه المعاكس بسيارتهم وجهاً لوجه. كلا الرياضيين أصيبوا بجروح خطيرة واحتاجوا إلى جراحة في المستشفى، بعد ستة عشر ساعة  توفيت كوستينا متأثرة بجروح أصيبت بها في حادث السيارة. وكشفت تحقيقات الشرطة أن زينوفكا كانت تقود السيارة كان في حالة سكر شديد وقت وقوع الحادث.

## روابط خارجية
- Oksana Kostina في الاتحاد الدولي للجمباز

- Oksana Kostina at r-gymnastics.com (بالروسية)